# Relaciones Eslovaquia-Perú
Las relaciones Perú-Eslovaquia son las relaciones bilaterales entre Perú y Eslovaquia. Ambos países son miembros de las Naciones Unidas y de la Alianza del Pacífico, donde Eslovaquia es un estado observador.

## Historia
Perú estableció formalmente relaciones con los estados predecesores de Eslovaquia: primero el Imperio austrohúngaro y luego Checoslovaquia. Después de la ocupación alemana de Checoslovaquia —hoy el Protectorado de Bohemia y Moravia — Perú dejó de reconocer a Checoslovaquia como un estado soberano. Sin embargo, a medida que avanzaba la Segunda Guerra Mundial, Perú mantuvo relaciones con el gobierno checoslovaco en el exilio, entre otros, ahora con sede en Londres.
Después de la disolución de Checoslovaquia en 1993, las relaciones continuaron con ambos estados: la recién creada República Checa continuó habitando la cancillería de la antigua embajada checoslovaca, y la República Eslovaca heredó el edificio de oficinas comerciales en la Avenida Angamos, que se convirtió en la embajada eslovaca hasta su cierre en 2003.
En diciembre de 1996, ambos países se vieron envueltos en un incidente diplomático, ya que el encargado de negocios eslovaco, Július Grančák, se convirtió en uno de los muchos rehenes retenidos por el Movimiento Revolucionario Túpac Amaru en la crisis de los rehenes de la embajada japonesa. Finalmente fue liberado el 27 de diciembre.
Ambos países han tomado medidas para mejorar sus relaciones, y en 2015 el ministro eslovaco Ľubomír Rehák firmó un acuerdo de cooperación.

## Visitas de alto nivel
Visitas de alto nivel de Eslovaquia a Perú
- Viceministra Tatiana Silhankova[10]
- Ministro Ján Kubiš (2008) [11]
- Ministro Ľubomír Rehák (2015)[12]
- Ministro Miroslav Lajčák (2015)[13]

Visitas de alto nivel de Perú a Eslovaquia
- Viceministro Ignacio Higueras Hare (2023)[14]

## Comercio
En 2012, se firmó con Colombia en Bruselas, Bélgica, un Tratado de Libre Comercio con la Unión Europea, del que Eslovaquia forma parte.  Entró en vigor en Perú el 1 de marzo de 2013. En 2021, las exportaciones peruanas a Eslovaquia fueron valoradas en US$ 25,9 millones, mientras que las exportaciones eslovacas fueron valoradas en US$ 26,5 millones.

## Misiones diplomáticas residentes
- Perú está acreditado a Eslovaquia desde su embajada en Viena, Austria[18] y mantiene un consulado en Bratislava.[19]
- Eslovaquia está acreditada a Perú desde su embajada en Buenos Aires, Argentina y mantiene un consulado en Lima.[20]